# Santa Maria de Valls
Santa Maria de Valls és una església romànica del municipi de Guixers, a la comarca del Solsonès. És un monument protegit com a Bé Cultural d'Interès Local.

## Situació
L'església es troba al nucli de Valls, entitat de població de Guixers, enfront de l'edifici de l'Ajuntament. Està a uns 500 metres del punt quilomètric 23,9 (42° 7′ 42″ N, 1° 39′ 54″ E / 42.12833°N,1.66500°E) de la carretera de Berga a Sant Llorenç de Morunys, a la dreta, un cop passat el Pont de Valls.

## Descripció

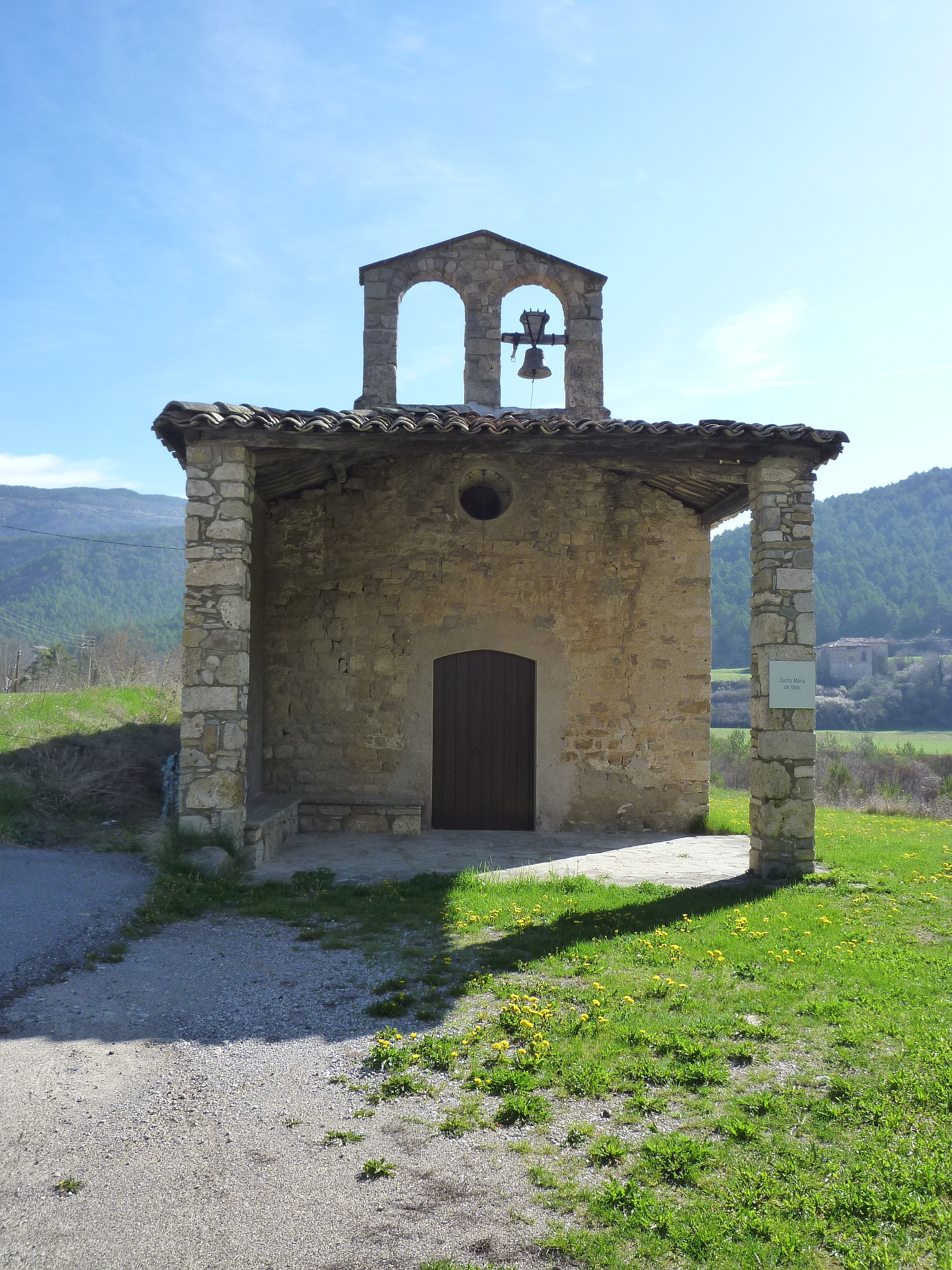
Porxo i espadanya

Església ubicada a la dreta de l'aigua de Valls, sortint de l'estret de Vallpregona. Consta d'una nau i absis quadrat amb orientació nord-est. La nau de coberta no és romànica. Una teulada única cobreix absis, nau i porxo. L'absis, avui sagristia, és més estret que la nau tant a l'interior com a l'exterior, si bé per la banda del costat de l'epístola ha perdut l'encaix amb la nau. També ha perdut la volta, substituïda o amagada per un cel ras. L'absis és bastit damunt un sòcol quadrat. Estant refets part del frontis i tot el mur del costat de l'epístola. Hi ha dues portes amb llinda, una al frontis i una altra tapiada al mur del costat de l'epístola amb data de 1731. El parament és de pedres escairades a cops de maceta i afilerades. De les finestres l'única romànica és al mig de l'absis, és d'arc de mig punt adovellat i dues esqueixades.

## Notícies històriques
Situada dins l'antic terme del Castell de Sisquer. Inicialment, era una sufragània, posteriorment parròquia (funció que més tard perdé) i avui novament és parròquia, però d'una parròquia molt més amplia. Va estar vinculada al monestir de Sant Serni de Tavèrnoles, com a propietat de Sant Llorenç de Morunys. La primera notícia és del 1040 a l'acta de Consagració de l'església de Sant Serni de Tavèrnoles, on, entre les esglésies de la Vall de Lord pròpies del monestir figuraven aquesta, entra la de Sisquer i la de Montcalb. En un moment indeterminat devia adquirir la condició de parròquia, ja que el 1313 els delegats arquebisbals la visitaren com a tal. L'any 1689 ja havia passat a dependre de la parròquia de Sisquer.